# 下板城镇
下板城镇，是中华人民共和国河北省承德市承德县下辖的一个乡镇级行政单位。 区域面积253.64平方千米。

## 行政区划
下板城镇下辖以下地区：
新兴社区、桥东社区、杨村社区、中心街社区、站北社区、帝贤花园社区、老街社区、暖儿河煤矿社区、张家店村、小兰窝村、大兰窝村、朝梁子村、李家沟村、大平台村、干沟门村、小平台村、杨树林村、中磨村、东窑村、下板城村、积余庆村、头道沟村、路通沟村、乌龙矶村、辛家庄村、北圈村、老梁沟门村、老梁村、胡杖子村、大杖子村、石湖村、北湾子村、牤牛叫村和常峪沟村。